# Amateuroberliga Niedersachsen 1963/64
Die Saison 1963/64 der Amateuroberliga Niedersachsen war die 15. Saison der höchsten niedersächsischen Amateurliga im Fußball. Sie nahm damals die dritthöchste Ebene im deutschen Ligensystem ein. Meister wurden die Amateure von Hannover 96. Leu Braunschweig, der TuS Celle und der SV Meppen nahmen an der Aufstiegsrunde zur Regionalliga Nord teil, wo sich die Göttinger durchsetzen konnten.
Die Amateuroberliga Niedersachsen wurde am Saisonende durch die neu geschaffene, eingleisige Landesliga Niedersachsen ersetzt. Alle Mannschaften ab Platz neun der Amateuroberliga Niedersachsen 1963/64 mussten in die neu geschaffene Verbandsliga Niedersachsen absteigen. Aus der Amateurliga Niedersachsen stiegen der FC Schöningen 08 und Frisia Wilhelmshaven in die Landesliga auf.

## Tabellen

### West
| Pl.               | Verein                      | Sp. | S  | U | N  | Tore    | Quote | Punkte |
| ----------------- | --------------------------- | --- | -- | - | -- | ------- | ----- | ------ |
| 1.                | SV Meppen                   | 28  | 20 | 2 | 6  | 085:320 | 2,66  | 42:14  |
| 2.                | TSR Olympia Wilhelmshaven   | 28  | 19 | 4 | 5  | 070:230 | 3,04  | 42:14  |
| 3.                | Wilhelmshaven 05 (N)        | 28  | 19 | 3 | 6  | 077:420 | 1,83  | 41:15  |
| 4.                | SV Arminia Hannover Am. (N) | 28  | 17 | 2 | 9  | 070:520 | 1,35  | 36:20  |
| 5.                | TuS Haste 01                | 28  | 15 | 4 | 9  | 056:320 | 1,75  | 34:22  |
| 6.                | Eintracht Nordhorn          | 28  | 14 | 5 | 9  | 060:490 | 1,22  | 33:23  |
| 7.                | TuS Celle                   | 28  | 12 | 4 | 12 | 046:410 | 1,12  | 28:28  |
| 8.                | VfL Germania Leer           | 28  | 13 | 1 | 14 | 048:760 | 0,63  | 27:29  |
| 9.                | Eintracht Osnabrück         | 28  | 11 | 4 | 13 | 044:530 | 0,83  | 26:30  |
| 10.               | Germania Papenburg (N)      | 28  | 12 | 2 | 14 | 059:720 | 0,82  | 26:30  |
| 11.               | VfL Osnabrück Am.           | 28  | 11 | 2 | 15 | 047:530 | 0,89  | 24:32  |
| 12.               | Sparta Nordhorn             | 28  | 6  | 7 | 15 | 047:760 | 0,62  | 19:37  |
| 13.               | Kickers Emden               | 28  | 7  | 4 | 17 | 046:730 | 0,63  | 18:38  |
| 14.               | SSV Delmenhorst             | 28  | 6  | 4 | 18 | 040:750 | 0,53  | 16:40  |
| 15.               | Germania Wilhelmshaven      | 28  | 3  | 2 | 23 | 039:850 | 0,46  | 08:48  |
| Stand: Saisonende |                             |     |    |   |    |         |       |        |

#### Entscheidungsspiel um Platz eins
Die punktgleichen Mannschaften aus Meppen und Wilhelmshaven mussten in einem Entscheidungsspiel den Staffelsieger ausspielen. Gespielt wurde am 15. April 1964 in Oldenburg. Meppen setzte sich mit 1:0 durch und qualifizierte sich direkt für die Aufstiegsrunde zur Regionalliga Nord, während Wilhelmshaven in die Qualifikation musste.
|                           | Ergebnis |           |
| ------------------------- | -------- | --------- |
| TSR Olympia Wilhelmshaven | 0:1      | SV Meppen |

### Ost
| Pl.               | Verein                      | Sp. | S  | U  | N  | Tore    | Quote | Punkte |
| ----------------- | --------------------------- | --- | -- | -- | -- | ------- | ----- | ------ |
| 1.                | Hannover 96 Am.             | 28  | 16 | 7  | 5  | 066:320 | 2,06  | 39:17  |
| 2.                | 1. SC Göttingen 05 (N)      | 28  | 16 | 7  | 5  | 054:210 | 2,57  | 39:17  |
| 3.                | Leu Braunschweig            | 28  | 13 | 10 | 5  | 044:280 | 1,57  | 36:20  |
| 4.                | Eintracht Braunschweig Am.  | 28  | 15 | 4  | 9  | 074:380 | 1,95  | 34:22  |
| 5.                | SV Union Salzgitter         | 28  | 12 | 9  | 7  | 056:500 | 1,12  | 33:23  |
| 6.                | VfB Peine                   | 28  | 13 | 7  | 8  | 046:430 | 1,07  | 33:23  |
| 7.                | 1. FC Wolfsburg             | 28  | 10 | 9  | 9  | 046:380 | 1,21  | 29:27  |
| 8.                | Eintracht Lüneburg          | 28  | 10 | 8  | 10 | 046:390 | 1,18  | 28:28  |
| 9.                | Wolfenbütteler SV           | 28  | 10 | 6  | 12 | 052:660 | 0,79  | 26:30  |
| 10.               | Sportfreunde Lebenstedt (N) | 28  | 11 | 3  | 14 | 040:510 | 0,78  | 25:31  |
| 11.               | Hannoverscher SC            | 28  | 8  | 8  | 12 | 038:510 | 0,75  | 24:32  |
| 12.               | Teutonia Uelzen             | 28  | 7  | 8  | 13 | 030:420 | 0,71  | 22:34  |
| 13.               | SVG Göttingen 07            | 28  | 8  | 6  | 14 | 038:580 | 0,66  | 22:34  |
| 14.               | Sportfreunde Ricklingen     | 28  | 5  | 8  | 15 | 040:700 | 0,57  | 18:38  |
| 15.               | SpVgg Preußen Hameln        | 28  | 1  | 10 | 17 | 037:800 | 0,46  | 12:44  |
| Stand: Saisonende |                             |     |    |    |    |         |       |        |

| (N) | Aufsteiger aus der Amateurliga Niedersachsen 1962/63 |

#### Entscheidungsspiel um Platz eins
Die punktgleichen Mannschaften aus Göttingen und Hannover mussten in einem Entscheidungsspiel den Staffelsieger ausspielen. Gespielt wurde am 15. April 1964 in Göttingen, da Hannover auf eine Austragung auf neutralem Platz verzichtete. Das Spiel endete nach Verlängerung torlos. Daraufhin entschied das Los zu Gunsten von Hannover.
|                    | Ergebnis        |                 |
| ------------------ | --------------- | --------------- |
| 1. SC Göttingen 05 | (L)0:0 n. V.(L) | Hannover 96 Am. |

## Niedersachsenmeisterschaft
Die beiden Staffelsieger ermittelten in Hin- und Rückspiel den Niedersachsenmeister. Gespielt wurde am 19. und 25. April 1964. Die Amateure von Hannover 96 setzten sich dabei durch und sicherten sich die Niedersachsenmeisterschaft.
|                                      | Gesamt |                                           | Hinspiel | Rückspiel |
| ------------------------------------ | ------ | ----------------------------------------- | -------- | --------- |
| SV Meppen (Meister der Staffel West) | 4:6    | Hannover 96 Am. (Meister der Staffel Ost) | 3:1      | 1:5       |

## Qualifikation zur Aufstiegsrunde zur Regionalliga Nord
Die beiden Vizemeister ermittelten in Hin- und Rückspiel den dritten niedersächsischen Teilnehmer an der Aufstiegsrunde zur Regionalliga Nord. Da in der Staffel Ost die Amateure von Hannover 96 Meister wurde und diese Mannschaft nicht an der Aufstiegsrunde zur Regionalliga teilnehmen durfte rückte der Drittplatzierte Verein Leu Braunschweig nach. Gespielt wurde am 19. und 25. April 1964. Leu Braunschweig setzte sich dabei durch und nahmen an der Aufstiegsrunde teil.
|                                                          | Gesamt |                                            | Hinspiel | Rückspiel |
| -------------------------------------------------------- | ------ | ------------------------------------------ | -------- | --------- |
| TSR Olympia Wilhelmshaven (Vizemeister der Staffel West) | 4:9    | Leu Braunschweig (Dritter der Staffel Ost) | 2:2      | 2:7       |

## Aufstiegsrunde zur Landesliga
Die vier Meister und Vizemeister der Verbandsligen ermittelten im Ligasystem drei Aufsteiger in die Landesliga. Die beiden Gruppensieger steigen auf, während die Vizemeister ein Entscheidungsspiel bestritten.

### Gruppe A
| Pl.               | Verein                                           | Sp. | S | U | N | Tore    | Quote | Punkte |
| ----------------- | ------------------------------------------------ | --- | - | - | - | ------- | ----- | ------ |
| 1.                | FC Schöningen 08 (Meister der Amateurliga 4)     | 6   | 3 | 1 | 2 | 013:130 | 1,00  | 07:50  |
| 2.                | SC Uelzen 09 (Meister der Amateurliga 7)         | 6   | 2 | 2 | 2 | 014:110 | 1,27  | 06:60  |
| 3.                | Tuspo Holzminden (Meister der Amateurliga 5)     | 6   | 3 | 0 | 3 | 015:130 | 1,15  | 06:60  |
| 4.                | Niedersachsen Döhren (Meister der Amateurliga 3) | 6   | 2 | 1 | 3 | 010:150 | 0,67  | 05:70  |
| Stand: Saisonende |                                                  |     |   |   |   |         |       |        |

### Gruppe B
| Pl.               | Verein                                            | Sp. | S | U | N | Tore    | Quote | Punkte |
| ----------------- | ------------------------------------------------- | --- | - | - | - | ------- | ----- | ------ |
| 1.                | Frisia Wilhelmshaven (Meister der Amateurliga 1)  | 6   | 4 | 1 | 1 | 013:800 | 1,63  | 09:30  |
| 2.                | TuRa Grönenberg Melle (Meister der Amateurliga 8) | 5   | 3 | 1 | 1 | 018:100 | 1,80  | 07:30  |
| 3.                | Blau-Weiß Lohne (Meister der Amateurliga 2)       | 5   | 2 | 0 | 3 | 016:200 | 0,80  | 04:60  |
| 4.                | Bremervörder SC (Meister der Amateurliga 6)       | 6   | 2 | 0 | 4 | 013:220 | 0,59  | 04:80  |
| Stand: Saisonende |                                                   |     |   |   |   |         |       |        |